# Рентгеновская трубка
Рентге́новская тру́бка — электровакуумный прибор, предназначенный для генерации рентгеновского излучения, в котором генерация происходит за счёт тормозного излучения электронов, ускоренных до энергии более 10 кэВ и облучающих металлический анод.

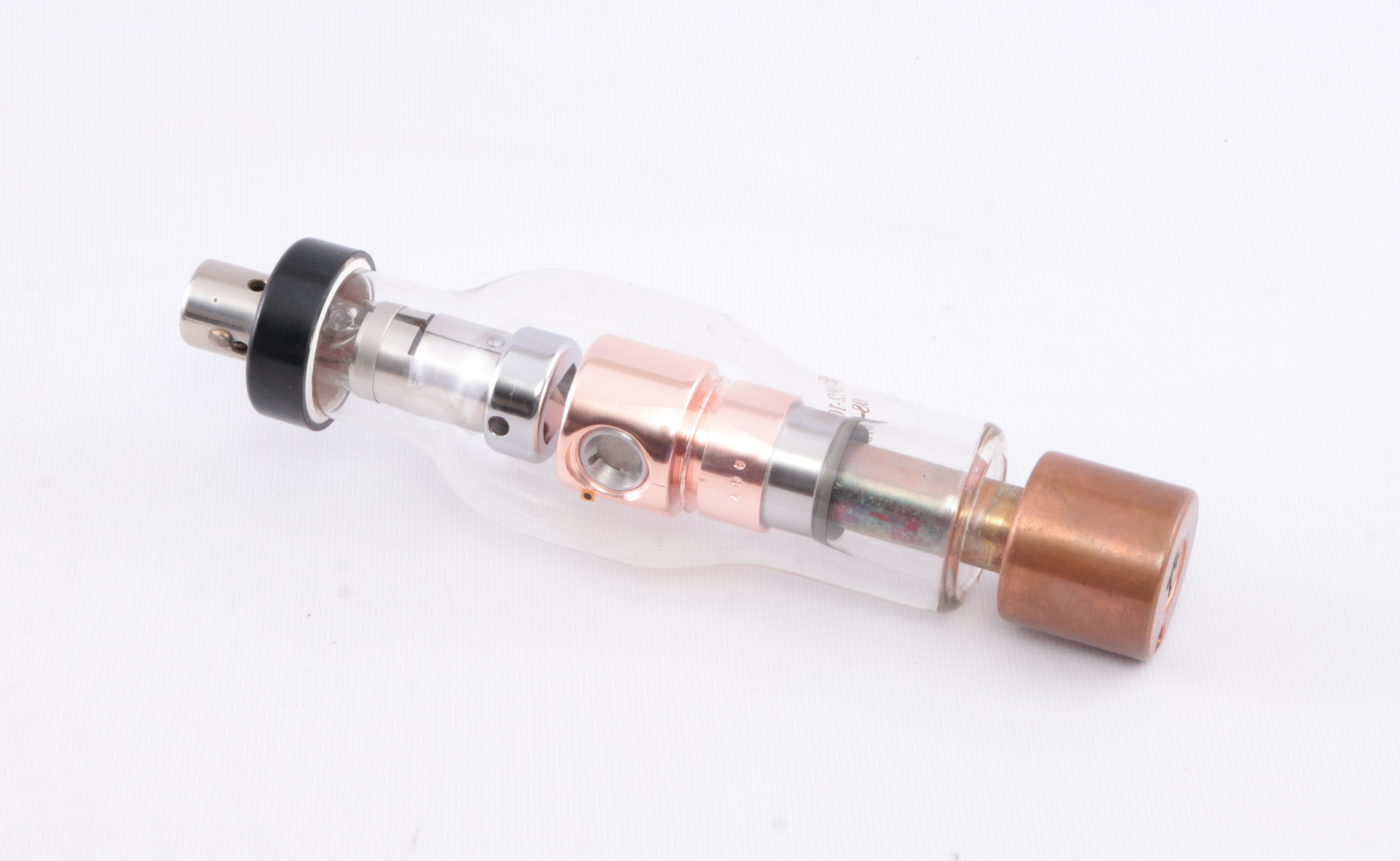
Медицинская рентгеновская трубка 3БДМ2-100. Слева расположен прямонакальный вольфрамовый катод, справа массивный медный анод с вольфрамовой мишенью внутри и бериллиевым окошком для выхода излучения. Черная точка на стекле баллона показывает расположение геометрического центра пятна излучения. Произведена заводом "Светлана" СССР, 1979 год. В аппарате располагается в масляном баке, масло выполняет функцию охлаждения и изоляции.

## Принцип действия и устройство

Схематическое изображение рентгеновской трубки. X — рентгеновские лучи, K — катод, А — анод (иногда называемый антикатодом), С — теплоотвод, U_{h} — напряжение накала катода, U_{a} — ускоряющее напряжение, W_{in} — впуск водяного охлаждения, W_{out} — выпуск водяного охлаждения

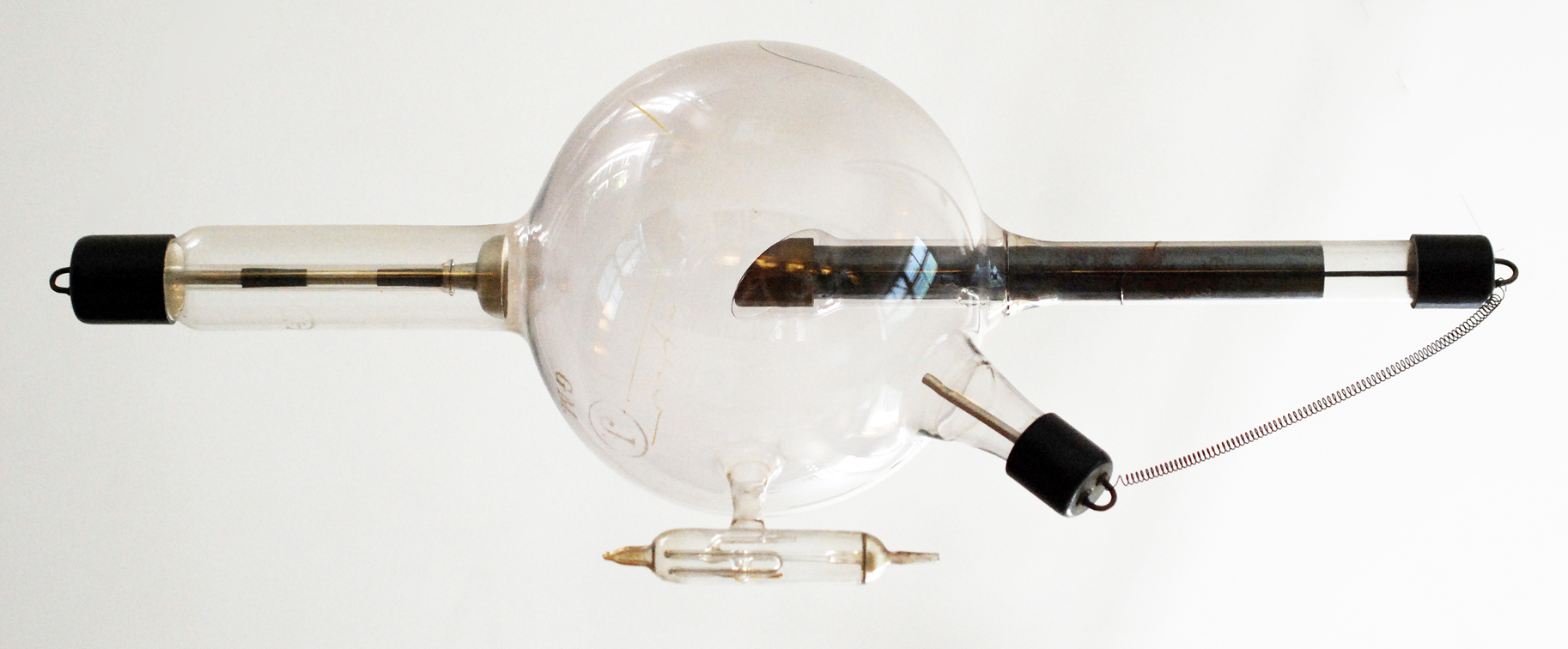
Ионная рентгеновская трубка с холодным катодом для демонстрационных экспериментов на уроках физики. Снизу виден генератор ионов.

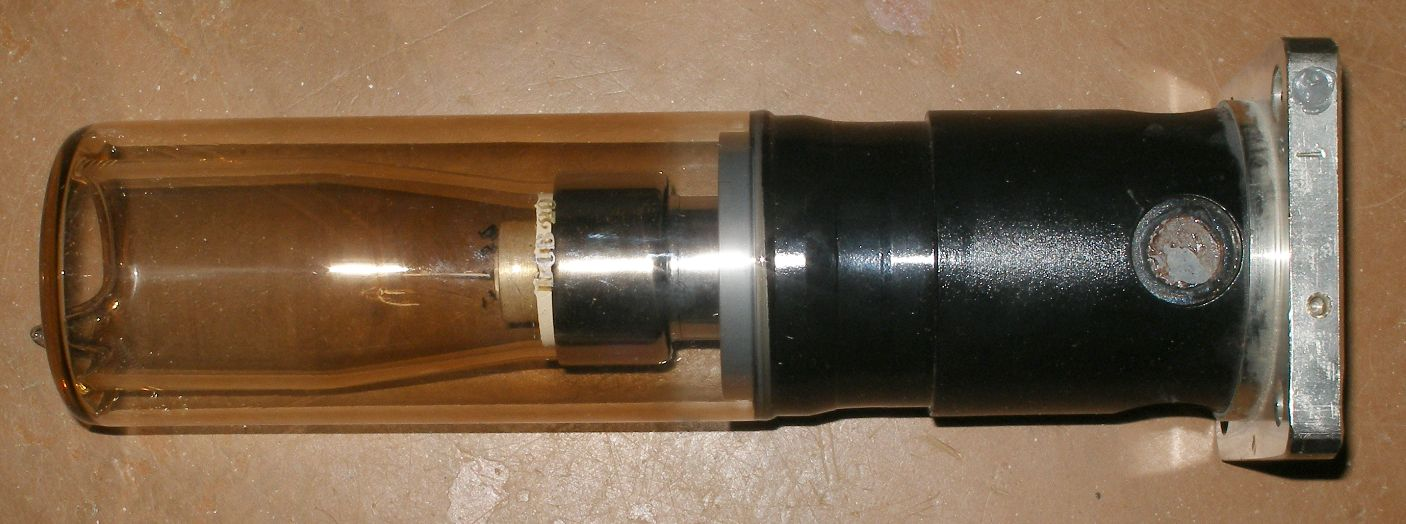
Советская рентгеновская трубка для рентгеноструктурных исследований, источник низкоэнергетического рентгеновского излучения. Справа видно бериллиевое окно, анод с водяным охлаждением. В средней части находится прямонакальный катод.

Излучающий элемент представляет собой вакуумный сосуд с двумя электродами: прямонакальным катодом, представляющим из себя спираль из вольфрамовой (часто вольфрам легирован торием), молибденовой, танталовой или рениевой проволоки, в некоторых случаях ещё и сетка, и анодом.
Основными конструктивными элементами рентгеновской трубки являются металлические катод и анод (ранее называвшийся также антикатодом) с мишенью, мишень может быть изготовлена из различных металлов, в зависимости от назначения. В медицинских обычно вольфрамовая мишень, для РФА и рентгеноструктурного анализа используются платина, иридий, осмий или родий. Катод при нагревании испускает электроны (происходит термоэлектронная эмиссия). Возможно использование и холодного катода в некоторых высоковольтных (500 кВ и более) дефектоскопических рентгеновских трубках, таких как ИМА3-150Э, ИА3-250 и ИА-8. Но существуют и фотоэмиссионные рентгеновские трубки, в которых поток электронов излучается засвеченным с помощью светодиода фотокатодом, и усиливается вторично-электронным умножителем. Далее из-за большой разности потенциалов между катодом и анодом (десятки — сотни киловольт, иногда и более мегавольта) поток электронов ускоряется и приобретает большую энергию. Полученный ускоренный пучок электронов попадает на положительно заряженный анод. Достигая анода, электроны испытывают резкое торможение, моментально теряя большую часть приобретённой энергии. При этом возникает тормозное излучение рентгеновского диапазона. В процессе торможения лишь около 1% кинетической энергии электрона идёт на рентгеновское излучение, 99 % энергии превращается в тепло. Чтобы предотвратить перегрев анода, в мощных рентгеновских трубках применяют водное или масляное охлаждение и вращающийся анод. В случае вращающегося анода, он находится на подшипниках качения внутри баллона, и имеет массивный ротор. Снаружи надевается статор с трехфазной обмоткой, при этом анод приводится в движение ( вращение ) по принципу асинхронного двигателя.
Мощные спектральные трубки конструктивно разделяются на два типа: с боковым выходом рентгеновского излучения и торцевым выходом рентгеновского излучения. В трубках с боковым выходом на катод подаётся отрицательный потенциал, а анод заземляется. В трубках с торцевым выходом часто применяется обращённая полярность питания, при которой на анод подаётся положительный потенциал, а катод заземляется. При использовании положительной полярности электрическое поле тормозит разлетающиеся с анода электроны, в результате чего исключается интенсивная бомбардировка выходного бериллиевого окна рассеянными электронами — это позволяет значительно снизить тепловую нагрузку на это окно и уменьшить его толщину до 100—150 мкм. В более тонких окнах снижается фильтрация длинноволновой компоненты спектра первичного излучения, наиболее эффективно возбуждающей рентгеновскую флуоресценцию лёгких элементов. Увеличение интенсивности длинноволновой части спектра, дополнительно возбуждаемой возвращаемыми на анод рассеянными электронами, также является преимуществом при анализе лёгких элементов. Недостаток рентгеновских трубок с положительной полярностью — необходимость применения сложной системы водяного охлаждения находящегося под высоким напряжением анода.
Рентгеновские трубки работают в режиме почти плоского диода, поэтому ток через трубку определяется законом степени трёх вторых (при неизменной температуре катода): Ia = K⋅Ua3/2, где Ia — ток анода, Ua — напряжение анода, К — коэффициент пропорциональности, индивидуальный для каждой лампы (трубки). Для регулировки тока через трубку управляют количеством испускаемых электронов, изменяя напряжение накала.
Типичные значения анодного напряжения в медицинских трубках для рентгенографии — 60…80 кВ, тока — десятки миллиампер, таким образом импульсная мощность составляет несколько киловатт. При рентгеноскопии используется непрерывный режим работы при токе несколько миллиампер. Для рентгенотерапии применяются трубки с анодным напряжением более 100 кВ для получения более жёсткого излучения.

## Излучение рентгеновской трубки
Рентгеновские лучи возникают при сильном ускорении заряженных частиц (тормозное излучение) либо при высокоэнергетических переходах в электронных оболочках атомов (характеристическое излучение). Оба эффекта используются в рентгеновских трубках.

### Тормозное излучение
Спектр тормозного излучения является непрерывным. Слева он ограничен минимальной длиной волны {\displaystyle \lambda _{0}}, затем он круто возрастает, достигая максимума при длине волны {\displaystyle \lambda _{m}\approx {1,5}\lambda _{0}}, после чего полого спадает, асимптотически приближаясь к нулю.
{\displaystyle \lambda _{0}={\frac {hc}{eU}}},
где {\displaystyle U} — анодное напряжение рентгеновской трубки, {\displaystyle e} — заряд электрона, {\displaystyle h} — постоянная Планка, {\displaystyle c} — скорость света.
Таким образом, при увеличении анодного напряжения возрастает жёсткость излучения: {\displaystyle \lambda _{0}} и {\displaystyle \lambda _{m}} смещаются в сторону более коротких волн, и {\displaystyle \lambda _{m}} приближается к {\displaystyle \lambda _{0}}.
Интенсивность излучения (площадь под кривой спектра) возрастает пропорционально квадрату напряжения.
При увеличении тока через рентгеновскую трубку интенсивность излучения возрастает прямо пропорционально току, характер спектра при этом не меняется.
Материал анода не влияет на длину волн спектра тормозного излучения (на жёсткость излучения), но оказывает влияние на общую интенсивность излучения, которая растёт прямо пропорционально порядковому номеру химического элемента, из которого сделано зеркало анода.

### Характеристическое излучение
Помимо торможения (рассеяния) электронов в электрическом поле атомных ядер, одновременно выбиваются электроны из внутренних электронных оболочек атомов анода. Пустые места в оболочках занимаются другими электронами атома. При этом испускается рентгеновское излучение с характерным для материала анода спектром энергий (характеристическое излучение, частоты определяются законом Мозли: {\displaystyle {\sqrt {\nu }}=A(Z-B),} где Z — атомный номер элемента анода, A и B — константы для определённого значения главного квантового числа n электронной оболочки).
Энергия спектра характеристического излучения значительно меньше энергии спектра тормозного излучения. Спектр характеристического излучения более мягкий и в значительной степени задерживается стеклом рентгеновской трубки. Поэтому практически можно считать, что действие рентгеновских лучей в рентгенографии обуславливается лишь спектром торможения. Специфические свойства характеристического спектра используются при некоторых методах рентгеноструктурного анализа и в рентгеноспектральном анализе.

## Оптические свойства рентгеновской трубки
Трубки, применяемые для рентгенографии, должны обладать, помимо необходимых спектральных и мощностных характеристик, ещё и определёнными оптическими свойствами. Они определяются размерами той части поверхности анода (фокусное пятно), на которую непосредственно падает пучок электронов и где генерируется рентгеновское излучение. Чем меньше размеры фокусного пятна, тем больше источник лучей подобен точечному источнику и тем лучше становятся оптические свойства трубки (максимальная разрешающая способность получаемых изображений). Однако малая площадь фокусного пятна ограничивает максимальную мощность трубки, потому что на поверхности фокусного пятна происходит рассеяние всей выделяемой теплоты. Даже при изготовлении зеркала анода из вольфрама (самый тугоплавкий металл), фокусное пятно площадью 1  мм² может рассеять не более 200 Вт при односекундном включении трубки. Для преодоления этого ограничения применяются рентгеновские трубки с вращающимся анодом. Вращающийся анод имеет форму усеченного конуса, поток электронов падает на его боковую поверхность. Рассеиваемая теплота выделяется не в одной точке, а на окружности, опоясывающей конус.